# Phibalura
Phibalura és un gènere d'ocells de la família dels cotíngids (Cotingidae).

## Taxonomia
Segons la Classificació del Congrés Ornitològic Internacional (versió 14.2, 2020) aquest gènere està format per dues espècies:
- Cotinga cuaforcada oriental (Phibalura flavirostris Vieillot, 1816)
- Cotinga cuaforcada occidental (Phibalura boliviana Chapman, 1930)